# Statua equestre di Cosimo I de' Medici

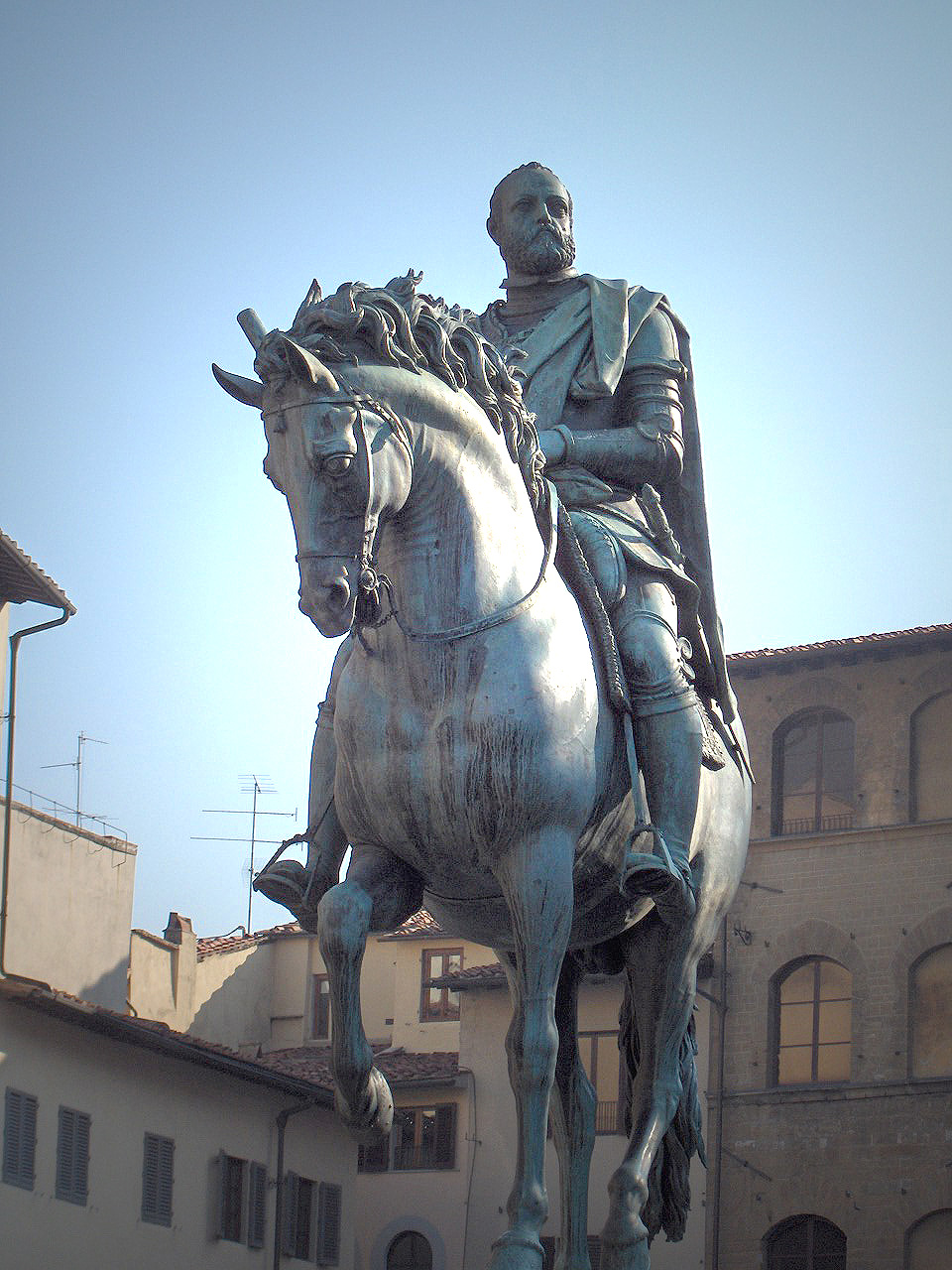
La statua

La Statua equestre di Cosimo I de' Medici è un'opera di Giambologna situata in Piazza della Signoria a Firenze.

## Storia e descrizione
La statua venne commissionata da Ferdinando I de' Medici per celebrare il padre, che era stato il primo Granduca di Toscana e che era scomparso circa 15 anni prima.
Fu commissionata nel 1587 al più importante scultore attivo a Firenze all'epoca, il Giambologna. Il grandioso progetto prevedeva una statua in bronzo ed era la prima grande scultura equestre che si fosse realizzata a Firenze.
Giambologna per l'importante commissione ebbe bisogno di una fonderia apposita per affrontare l'opera di grandi dimensioni. Ebbe come modelli più vicini il monumento equestre al Gattamelata di Donatello a Padova e il monumento equestre a Bartolomeo Colleoni di Andrea del Verrocchio a Venezia. Un'altra fonte di ispirazione fu la testa di cavallo ellenistica che era nelle collezioni medicee e che oggi si trova al Museo archeologico nazionale di Firenze.
Nel 1591 il cavallo era pronto ed era stato fuso in un'unica gittata. Nel 1594 l'opera fu finalmente completa, con la figura del Granduca e con il piedistallo marmoreo, sul quale furono sistemati tre bassorilievi che raffigurano episodi salienti della sua vita: L'elezione a duca (avvenuta nel 1537), La conquista di Siena (1555) e Il conferimento del titolo di Granduca (1569), ciascun bassorilievo con un cartiglio esplicativo in alto, in latino. Sempre sul piedistallo si trovano anche i capricorni, simbolo dello stesso Cosimo, in quanto figura di virilità, di magnificenza e simbolo di condottiero, in quanto la stella maggiore nella costellazione dell'Auriga è associata a Amaltea e quindi alla "capra". Sul lato est un'altra iscrizione latina, scolpita nel bronzo, celebra le imprese del granduca.
La statua ebbe una grande fama, e Giambologna ricevette molte analoghe commissioni per monumenti simili: per Parigi il Monumento a Enrico IV di Borbone, commissionato dalla vedova Maria de' Medici (distrutto durante la Rivoluzione francese), per Madrid quello a Filippo III di Spagna (ancora oggi in Plaza Mayor a Madrid), e per Firenze quello per lo stesso Ferdinando I de' Medici. Queste opere, incompiute quando morì il Giambologna, furono completate dal suo allievo Pietro Tacca.

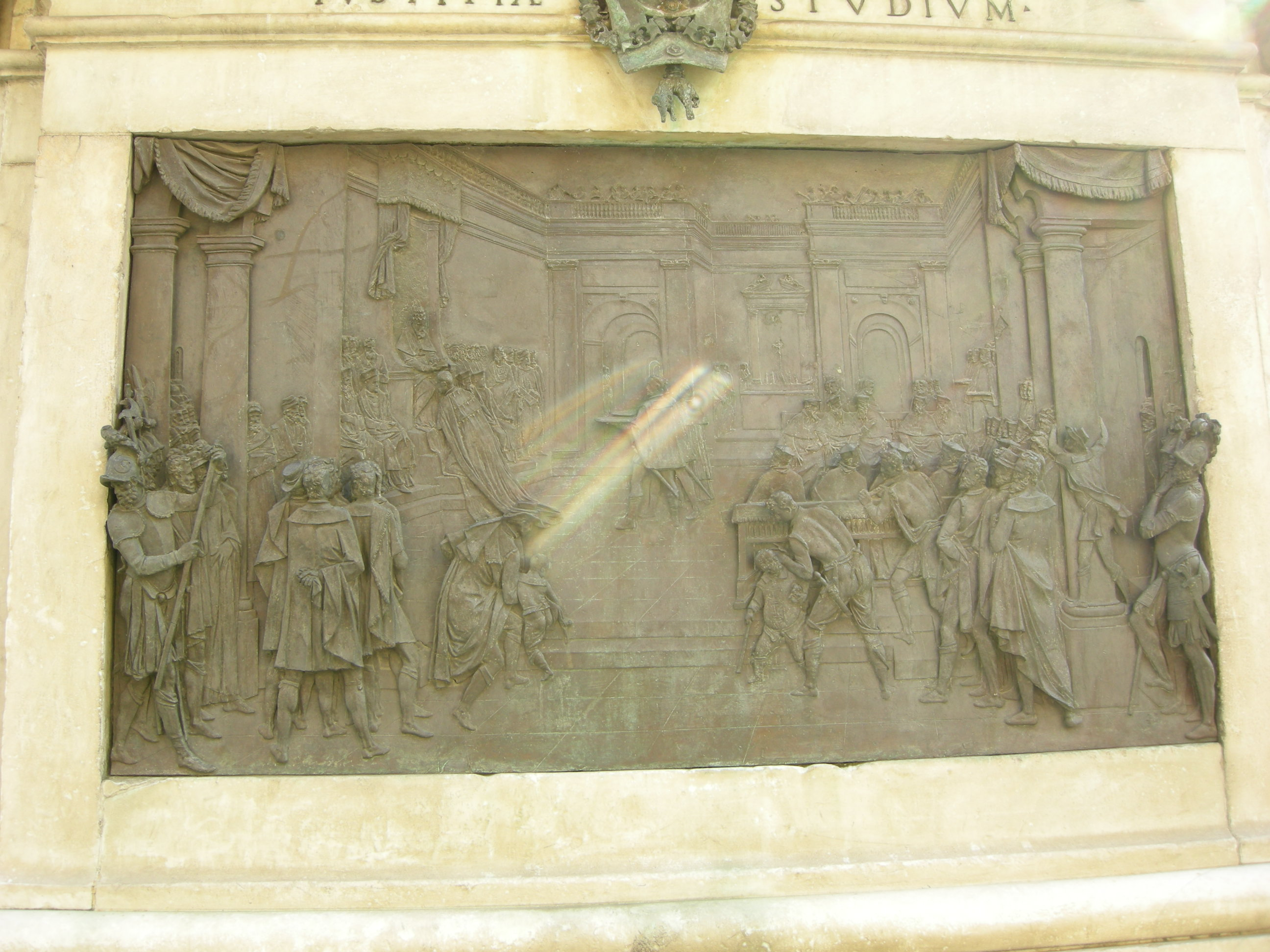
Piedistallo, L'incoronazione a Granduca
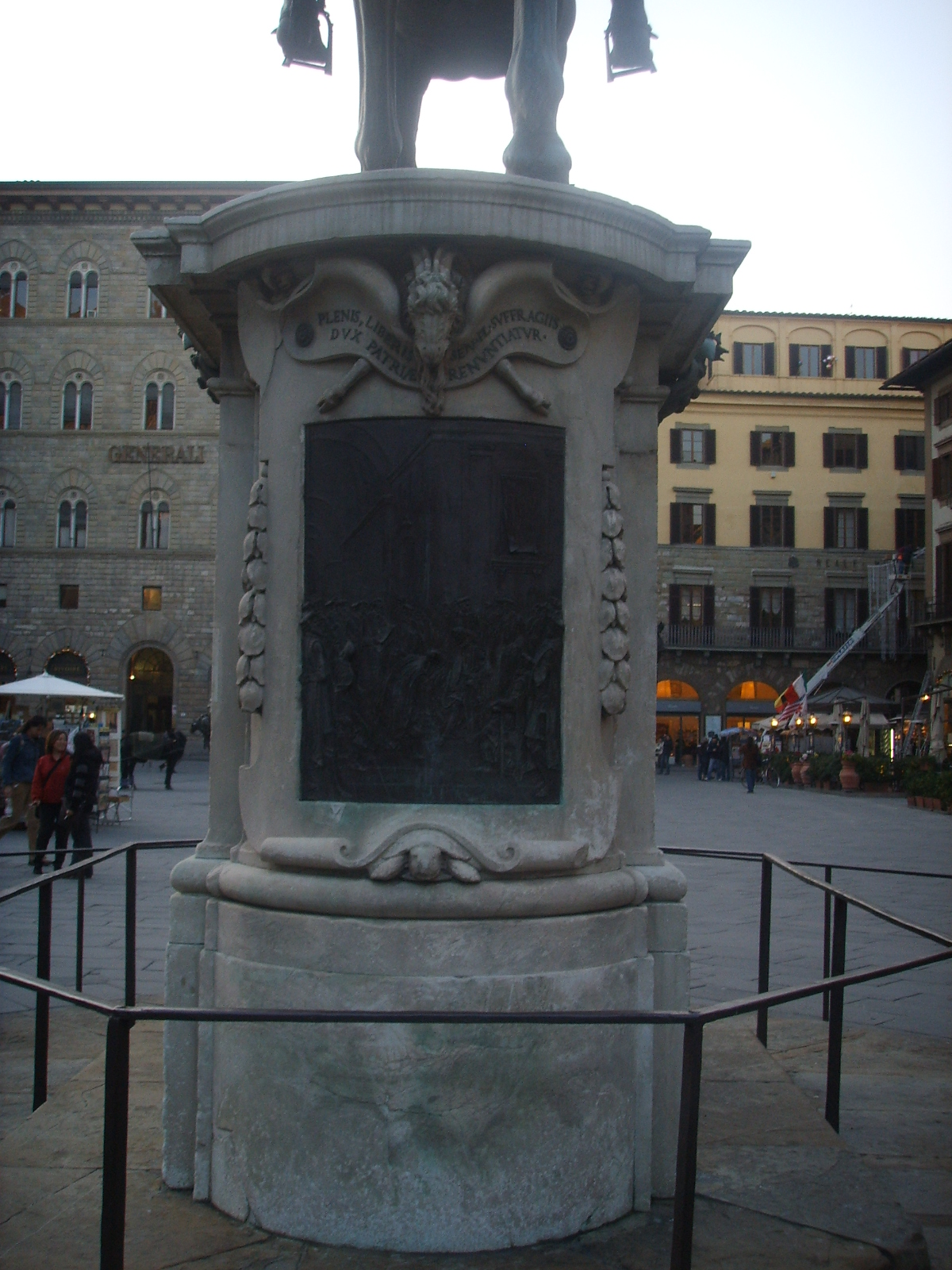
Piedistallo, Il Senato fiorentino che rende omaggio al giovane duca Cosimo
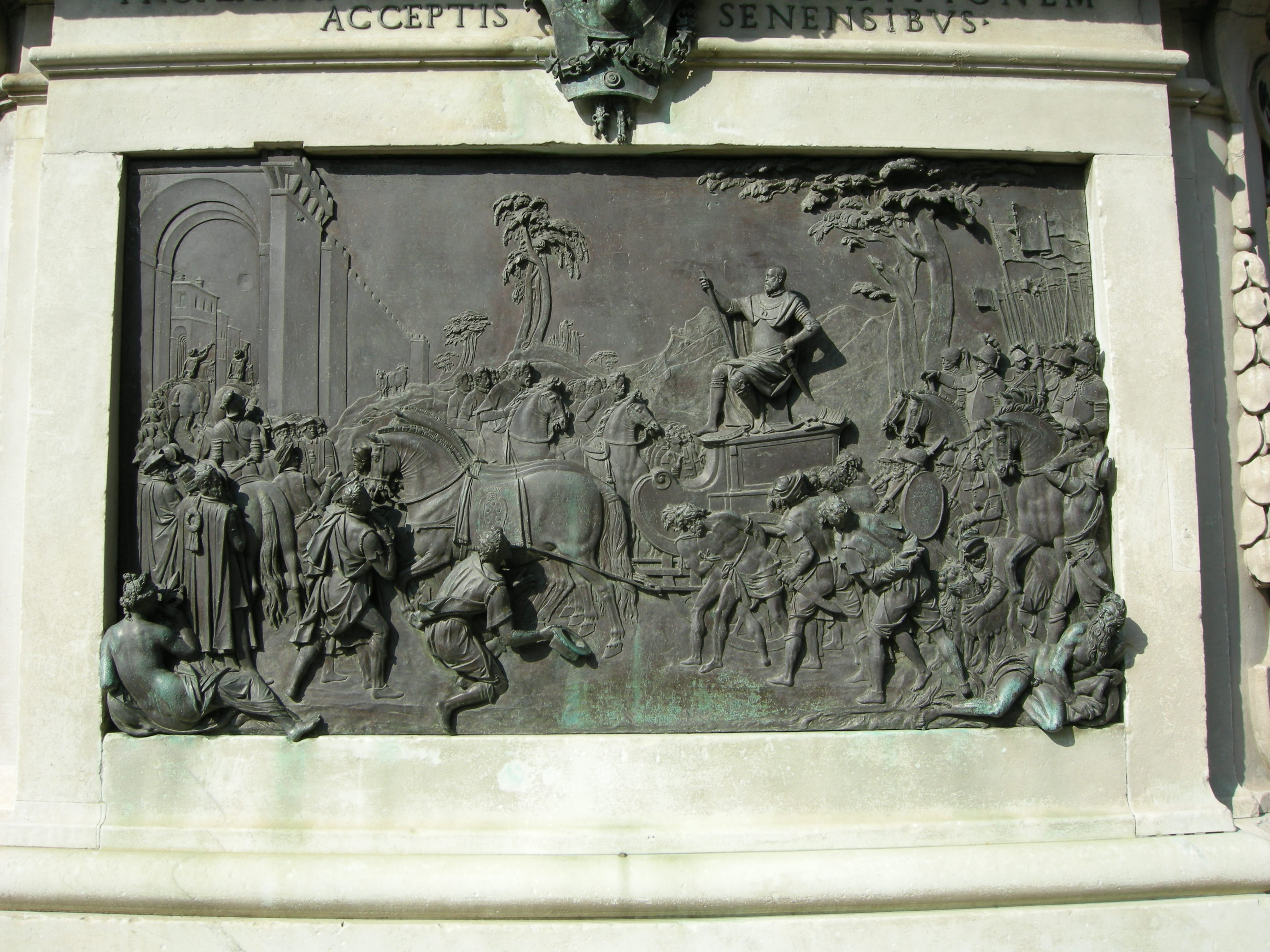
Piedistallo, La Conquista di Siena
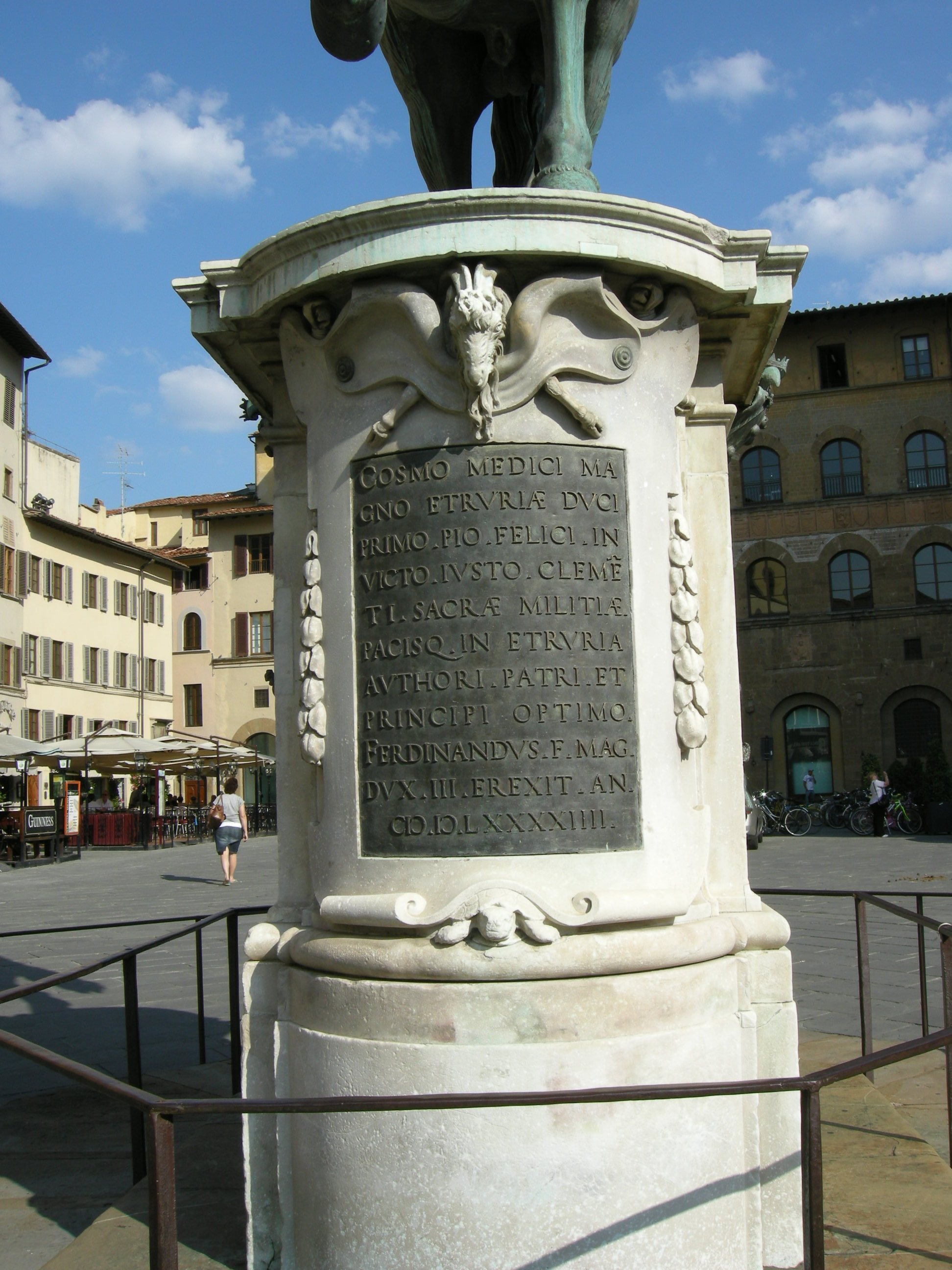
Piedistallo, lato dell'iscrizione